# Natação nos Jogos Pan-Americanos de 2007 - Revezamento 4x100 m livre masculino
O evento do revezamento 4x100 m livre masculino nos Jogos Pan-Americanos de 2007 foi realizado no Rio de Janeiro, Brasil, com a final realizada em 20 de julho de 2007.

## Medalhistas
| Ouro   | BRA Fernando Silva Eduardo Deboni Nicolas Oliveira César Cielo |
| Prata  | USA Gabe Woodward Ricky Berens Dale Rogers Andy Grant          |
| Bronze | VEN Albert Subirats Octavio Alesi Luis Rojas Crox Acuña        |

## Resultados

### Final
| Posição | País               | Nadadores                                                                                            | Tempo   | Nota   |
| ------- | ------------------ | --- | ------- | ------ |
| 1       | BRA Brasil         | Fernando Silva (49.72) Eduardo Deboni (49.15) Nicolas Oliveira (48.85) César Cielo (48.18)           | 3:15.90 | CR, SA |
| 2       | USA Estados Unidos | Gabe Woodward (50.68) Ricky Berens (48.05) Dale Rogers (49.28) Andy Grant (48.65)                    | 3:16.66 |        |
| 3       | VEN Venezuela      | Albert Subirats (49.71) Octavio Alesi (49.93) Luis Rojas (49.52) Crox Acuña (49.81)                  | 3:18.97 |        |
| 4       | CAN Canadá         | Chad Hankewich (50.40) Richard Hortness (50.33) Matthew Hawes (50.45) Adam Sioui (49.28)             | 3:20.46 |        |
| 5       | URU Uruguai        | Gabriel Melconian (50.72) Paul Kutscher (50.20) Martín Kutscher (49.78) Francisco Picasso (50.36)    | 3:21.06 | NR     |
| 6       | COL Colômbia       | Camilo Becerra (51.28) Omar Pinzón (51.99) Carlos Viveros (53.66) Julio Galofre (52.16)              | 3:29.90 |        |
| 7       | MEX México         | Juan Alberto Yeh (52.23) Enrique Bayata (53.78) Iván de Jesús López (52.96) Amauri Rodríguez (51.47) | 3:30.44 |        |
| 8       | BAR Barbados       | Terrence Haynes (51.65) Bradley Ally (55.98) Andrei Cross (53.79) Shawn Clarke (51.23)               | 3:32.65 |        |

### Preliminares
As eliminatórias foram realizadas em 19 de julho
| Posição | País                         | Nadadores                                                                                            | Tempo   | Nota |
| ------- | ---------------------------- | --- | ------- | ---- |
| 1       | USA Estados Unidos           | Gary Hall, Jr. (50.48) Alex Righi (49.76) Andy Grant (49.07) Ricky Berens (48.88)                    | 3:18.19 | Q    |
| 2       | BRA Brasil                   | Fernando Silva (49.95) Nicholas Santos (50.59) Thiago Pereira (49.89) Eduardo Deboni (49.22)         | 3:19.65 | Q    |
| 3       | URU Uruguai                  | Gabriel Melconian (51.45) Paul Kutscher (50.25) Martín Kutscher (49.70) Francisco Picasso (49.94)    | 3:21.34 | Q    |
| 4       | CAN Canadá                   | Pascal Wollach (51.38) Thomas Sacco (51.12) Matthew Hawes (50.50) Richard Hortness (50.43)           | 3:23.43 | Q    |
| 5       | VEN Venezuela                | Jesus Casanova (51.96) Octavio Alesi (52.05) Luis Rojas (50.67) Reymer Vezga (52.11)                 | 3:26.79 | Q    |
| 6       | COL Colômbia                 | Camilo Becerra (51.34) Omar Pinzón (53.54) Julio Galofre (52.93) Carlos Viveros (53.48)              | 3:31.29 | Q    |
| 6       | BAR Barbados                 | Shawn Clarke (51.86) Bradley Ally (52.83) Andrei Cross (53.38) Terrence Haynes (53.22)               | 3:31.29 | Q    |
| 8       | MEX México                   | Juan Alberto Yeh (52.51) Amauri Rodríguez (52.43) Enrique Bayata (53.62) Iván de Jesús López (53.86) | 3:32.42 | Q    |
| 9       | ISV Ilhas Virgens Americanas | Josh Laban (52.84) Kieran Locke (53.17) Morgan Locke (53.70) Kevin Hensley (55.35)                   | 3:35.06 |      |
| 10      | HON Honduras                 | Juan Lagos (56.26) Javier Hernández (59.83) Roy Barahona (1:00.19) Horacio Carcamo (56.76)           | 3:53.04 |      |